# Mogwalale
Mogwalale is een dorp in het district Southern in Botswana. De plaats telt 305 inwoners (2011).